# Automobile Millot
Automobile Millot AG, nach anderen Quellen Société des Automobiles Millot, war ein Schweizer Hersteller von Automobilen.

## Unternehmensgeschichte
Eugen Kaufmann, der zuvor Kaufmann leitete, gründete 1906 in Zürich das Unternehmen und begann mit der Produktion von Automobilen. Der Markenname lautete Millot. Die Fahrzeuge zählten neben den Modellen von Dufaux zu den stärksten und teuersten Schweizer Automobilen der damaligen Zeit. 1907 endete die Produktion nach nur wenigen hergestellten Exemplaren.

## Fahrzeuge
Im Angebot standen die Modelle 25/30 CV und 40/50 CV mit Vierzylindermotor sowie 35/50 CV und 70/80 CV mit Sechszylindermotor. Die kleineren Modelle hatten Kardanantrieb, die größeren Modelle Kettenantrieb. Die Neupreise betrugen 15.000, 20.000, 22.500 und 30.000 Schweizer Franken. Ein 70/80 CV mit einer Doppel-Phaeton-Karosserie von Geissberger wurde auf dem Automobilsalon von Paris ausgestellt. Außerdem entstanden Lastkraftwagen und Omnibusse.